# Orba
Orba es un municipio de la Comunidad Valenciana (España), situado en el noreste de la provincia de Alicante, en la comarca de la Marina Alta.Cuenta con una población de 2387 habitantes (INE 2024).

## Geografía
Municipio perteneciente a la comarca de la Marina Alta, situado en el valle longitudinal que recorre el río Girona, en las vertientes del prebético valenciano; la zona septentrional del término es llana, cubierta por los aluviones del Girona y el Trullens, mientras que al sur, más accidentado, se encuentran las elevaciones de las sierras de Migdia, de la Solana y Seguili.
Al Norte limita con los municipios de Tormos y Pego; al oeste con los de Vall de Laguart; al sur con Murla y Alcalalí; al este con  Benidoleig. Pertenece al partido judicial de Denia. Se accede a esta localidad por carretera, desde Alicante, a través de la N-332 y luego en Ondara se toma la CV-731.
En este pueblo crece una planta endémica cuyo nombre científico es Linaria orbensis, perteneciente a la familia de las Scrophulariaceae.

## Historia
Orba es un pueblo enclavado en el profundo interior de la Marina Alta, orgulloso de su pasado morisco, pasado al que remite el propio nombre de la localidad, Orba, que proviene del árabe Ur-Obia cuyo significado es "lugar donde mana el agua desde la montaña". Su origen morisco puede ser percibido –aún hoy– a través de su artesanía cantarera o bien analizando la estructura agro-morisca de la localidad. Orba es un núcleo estratégico de comunicaciones del interior de la Marina Alta, pues enlaza Pego con la Marina Baja y los Valles de la Retoría con el Valle de Laguart.
Aunque posiblemente su origen prehistórico bien pueda ser un asentamiento ibérico, UR-OBIA "lugar donde mana agua del fondo de la montaña", su historia enlaza, mucho tiempo después, con otro pueblo de origen berberisco, del grupo de los Masmuda –la tribu de AURABA, del norte de África– que se asentó en estas tierras tras la invasión árabe. 
Durante los siglos de cultura islámica en los que se consolidó como un importante poblamiento de moriscos, se fue creando su economía basada en una meticulosa agricultura cuyas obras de infraestructura perduran todavía, así como en la transformación artesanal de sus productos. 
A mediados del siglo XIII fue conquistada por Jaime I, rey de la corona de Aragón, quien la confió al caballero Alfonso Berenguer Mercey –año 1238– en gratitud por su ayuda en la reconquista. Las armas de su linaje figuran en el escudo heráldico de la villa. 
Tras diversos traspasos y sucesiones, en el año 1476, fue vendida al Conde de Oliva, Francisco Gilabert de Centelles; y, a través de entronques familiares, a los Duque de Gandía, vinculados a la casa de Borja, quienes por su parte enlazaron con otras familias castellanas.
En 1609, víspera de la expulsión morisca, que encontró en estas tierras su última resistencia, el valle de Orba contaba con 70 casas de cristianos nuevos, según el censo de Caracena. Ese mismo año, quedó completamente despoblada. Finalmente, después de repetidas instancias de la Corona insistiendo en la necesidad de repoblar, se va a proceder, el 9 de julio de 1611, a la firma de los capítulos de la Carta de Población, en la que se elaboró la distribución de los lotes y terrenos que cabría conceder a cada repoblador. La primera repoblación se hizo con vecinos de Pego y de Murla, la segunda con gentes mallorquinas. 
A mediados del siglo XIX y tras largo pleito, fue desvinculada la Villa de Orba del Señorío.
En la actualidad Orba es un municipio.

## Geografía humana

### Demografía
Cuenta con una población de 2387 habitantes (INE 2024).
| Gráfica de evolución demográfica de Orba entre 1842 y 2021                                                            |
| |
| Población de derecho según los censos de población del INE. Población de hecho según los censos de población del INE. |

| Nacionalidad | Hombres | Mujeres | Total | %     | Proporción |
| ------------ | ------- | ------- | ----- | ----- | ---------- |
| Española     | 617     | 645     | 1262  | 53.7% |            |
| Extranjera   | 539     | 547     | 1086  | 46.2% |            |

| País        | Hombres | Mujeres | Total | %     | Proporción |
| ----------- | ------- | ------- | ----- | ----- | ---------- |
| Reino Unido | 328     | 345     | 673   | 62.0% |            |
| Alemania    | 56      | 53      | 109   | 10.0% |            |
| Marruecos   | 23      | 12      | 35    | 3.2%  |            |
| Rumania     | 13      | 11      | 24    | 2.2%  |            |
| Francia     | 9       | 12      | 21    | 1.9%  |            |
| Italia      | 10      | 8       | 18    | 1.7%  |            |
| Bulgaria    | 9       | 7       | 16    | 1.5%  |            |
| Colombia    | 5       | 5       | 10    | 0.9%  |            |
| Polonia     | 4       | 5       | 9     | 0.8%  |            |
| China       | 2       | 3       | 5     | 0.4%  |            |
| Ecuador     | 3       | 2       | 5     | 0.4%  |            |
| Rusia       | 2       | 2       | 4     | 0.3%  |            |
| Argentina   | 2       | 1       | 3     | 0.2%  |            |
| Brasil      | 1       | 1       | 2     | 0.1%  |            |
| Chile       | 1       | 1       | 2     | 0.1%  |            |
| Portugal    | 1       | 1       | 2     | 0.1%  |            |
| Nigeria     | 0       | 1       | 1     | 0.09% |            |
| Perú        | 1       | 0       | 1     | 0.09% |            |
| Uruguay     | 1       | 0       | 1     | 0.09% |            |
| Venezuela   | 0       | 1       | 1     | 0.09% |            |

| Evolución demográfica de Orba | Evolución demográfica de Orba | Evolución demográfica de Orba | Evolución demográfica de Orba | Evolución demográfica de Orba | Evolución demográfica de Orba | Evolución demográfica de Orba | Evolución demográfica de Orba | Evolución demográfica de Orba | Evolución demográfica de Orba | Evolución demográfica de Orba | Evolución demográfica de Orba | Evolución demográfica de Orba | Evolución demográfica de Orba | Evolución demográfica de Orba | Evolución demográfica de Orba | Evolución demográfica de Orba | Evolución demográfica de Orba | Evolución demográfica de Orba | Evolución demográfica de Orba |
|                               | 1920                          | 1930                          | 1940                          | 1950                          | 1960                          | 1970                          | 1981                          | 1991                          | 2000                          | 2005                          | 2007                          | 2010                          | 2012                          | 2014                          | 2019                          | 2020                          | 2022                          |                               |                               |
| ----------------------------- | ----------------------------- | ----------------------------- | ----------------------------- | ----------------------------- | ----------------------------- | ----------------------------- | ----------------------------- | ----------------------------- | ----------------------------- | ----------------------------- | ----------------------------- | ----------------------------- | ----------------------------- | ----------------------------- | ----------------------------- | ----------------------------- | ----------------------------- | ----------------------------- | ----------------------------- |
| Población                     | 1460                          | 1362                          | 1328                          | 1352                          | 1205                          | 1144                          | 1458                          | 1533                          | 1659                          | 2361                          | 2503                          | 2630                          | 2604                          | 2216                          | 2174                          | 2232                          | 2348                          |                               |                               |

### Economía
Su economía es típicamente agrícola con tendencia al monocultivo de cítricos, aunque existen también almendros, algarrobos y olivos.
Se practica la artesanía cerámica y hay industria de bolsos de mano.
En la actualidad su economía depende primordialmente de la industria del turismo.

## Política
| Periodo   | Nombre                                          | Partido   |
| --------- | ----------------------------------------------- | --------- |
| 1979-1983 | Fernando Llopis Morell                          | UCD       |
| 1983-1987 | Félix Aranda Sendra                             | PSPV-PSOE |
| 1987-1991 | Ángel Pérez Zaragoza                            | PSPV-PSOE |
| 1991-1995 | Juan Salvador Caravaca Pons                     | BLOC      |
| 1995-1999 | Ángel Pérez Zaragoza                            | PSPV-PSOE |
| 1999-2003 | Manuel Jesús Aranda Llorca Melchor Mut Caravaca | BLOC PP   |
| 2003-2007 | Francisco Vicente Villar Agud                   | PP        |
| 2007-2011 | Francisco Vicente Villar Agud                   | PP        |
| 2011-2015 | Francisco Vicente Villar Agud                   | PP        |
| 2015-2019 | Ignasi Cervera Arbona                           | Compromís |
| 2019-2023 | Ignasi Cervera Arbona                           | Compromís |

## Monumentos y lugares de interés

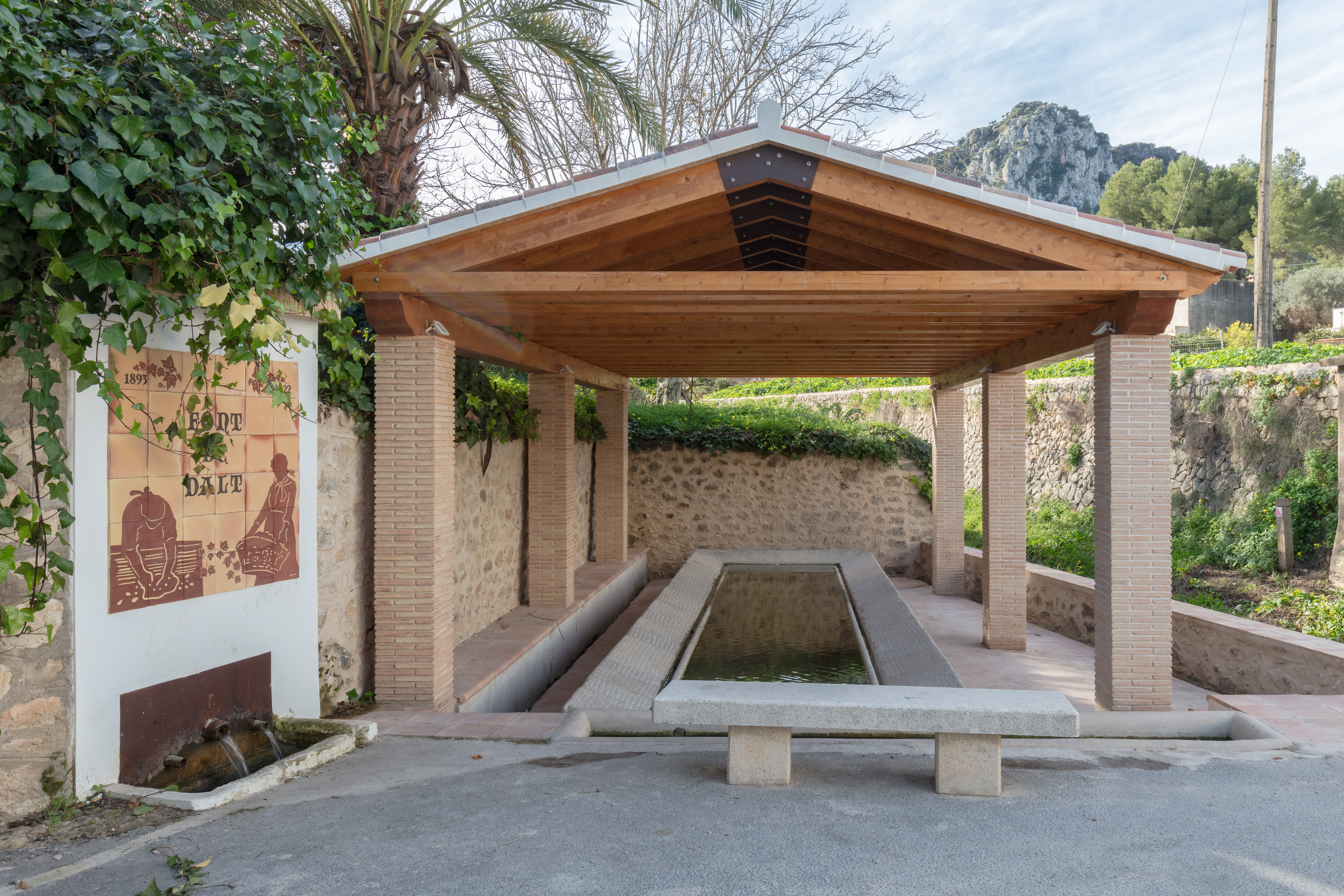
Lavadero Font de Dalt.

- Museu del Fang (Casa Señoría). Museo dedicado a la cultura del barro y la alfarería en Orba.[7]

- El Castellet. Ruina sobre el montículo del mismo nombre de lo que antaño fuera atalaya o fortaleza cristiana, construida a finales de siglo XIII.

- Casa Señoría (XVI).Construida en el último tercio del siglo XVI por los Conde de Oliva, titulares de la Baronía de Orba, paso posteriormente por entronque familiar a la Casa Ducal de Gandía y finalmente a los Duques de Osuna. Pensada originalmente para residencia de los Bayles, pasó con el tiempo al servicio de los arrendadores de los derechos dominicales que siendo habitualmente foráneos la hacían servir como estancia o morada familiar. La conformaban hasta el primer tercio del siglo XIX, varias dependencias, como graneros, establos, almazara, lagar e incluso la cárcel cuyos vestigios aún pueden apreciarse en la actualidad. Se ubicó además en esta casa el primer mesón o posada para viandantes que estableció el duque de Gandía a Gerardo Sempere en 1770.

- Barranco de Fontilles. Este lugar se encuentra al pie del Castillo de Orba, del cual quedan ruinas de una torre semiderruida, y del Caballo Verde, último bastión de la sublevación morisca de la Marina Alta. En el barranco de Fontilles se construyó un dique para recargar los acuíferos y, posteriormente, se han hecho una serie de actuaciones para crear el área recreativa.

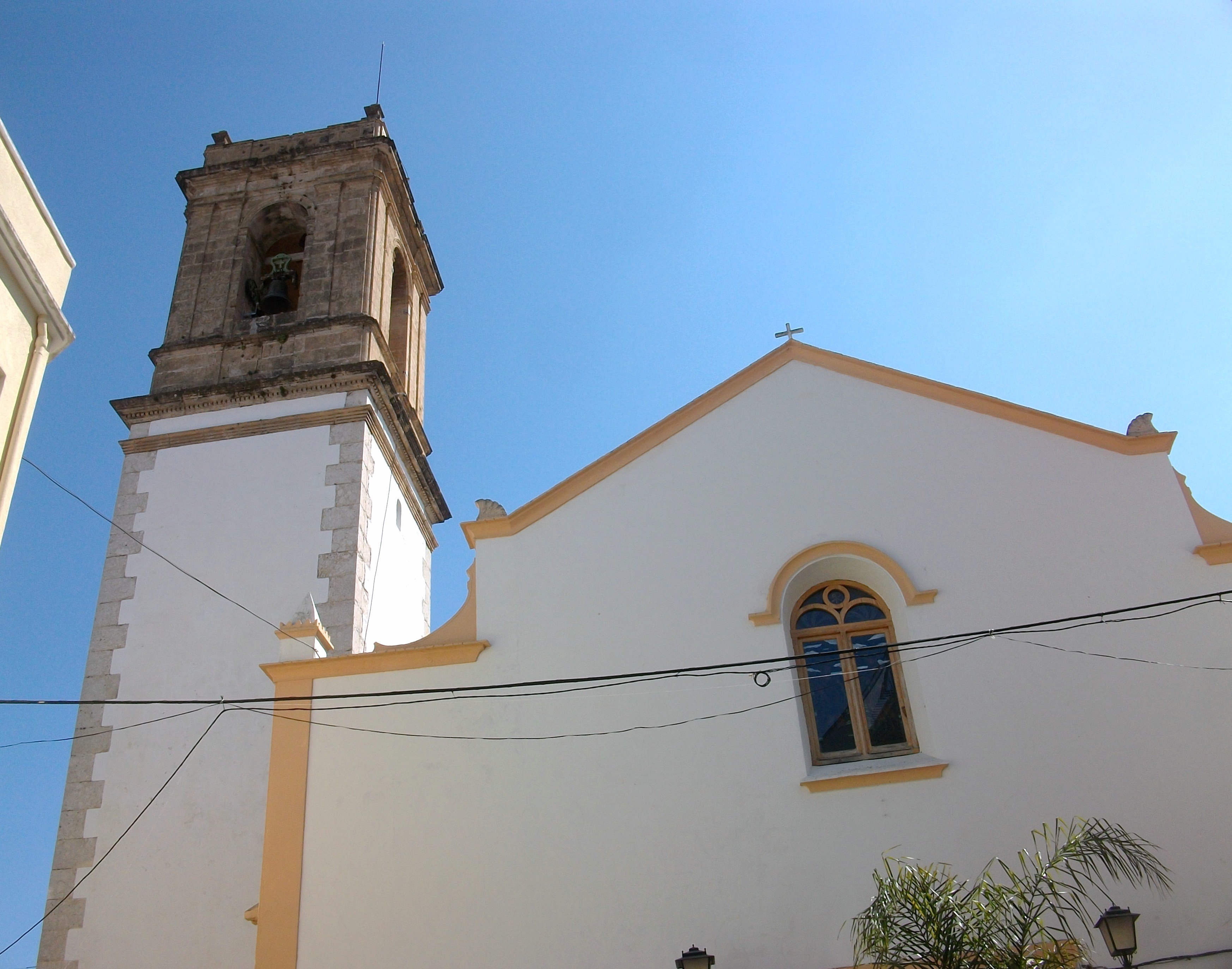
Iglesia de la Natividad

- Iglesia parroquial (XIX).Edificada sobre el solar de la antigua mezquita, fue ligeramente reformada a mediados del siglo XIX, aunque el aspecto que actualmente presenta se debe más bien a las obras de restauración y ampliación llevadas a cabo en 1917 en las que fue decorada por el insigne pintor de esta villa Carlos Ruano Llopis, mereciendo destacarse el medio-punto que con el título de "La Profecía de Abraham" logró salvarse en 1936 y continúa presidiendo el frontispicio del Altar Mayor

- Torre campanario(XIX). Construido a mediados del siglo XIX, es de base cuadrada y forma cuadrangular y combina la sillería caliza de las esquinas con la tosca amarillenta del último cuerpo. Presenta una forma constructiva muy similar a la que presentara el primitivo proyecto de la presa del Pantano de Isbert de 1876 redactado por D. Toribio Íscar Sáez, quién probablemente debió de ser también el autor de esta torre. Aloja en el último cuerpo, tres campanas, que por orden de antigüedad son, "La grande" llamada "Santo Tomas de Villanueva" que con 729 kg de peso se colocó en 1917, "La menuda" con el nombre de "Natividad del Señor" colocada en 1941 y de 198 kg., y "La mediana" regalada a la Parroquia en 1978 por D. Ángel Martínez Doménech de 422 kg.

- Cruz de término.Realizada por Lorenzo Torrens Reig, fue colocada en 1902 siendo párroco de Orba D. Eusebio Carrió Taverner y el alcalde D. Vicente Miralles Mora, sustituyendo a la primera y más antigua, de madera, que se alzaba en la entrada norte de la población. Destruida en 1936 como el resto de ornamentos y objetos religiosos, pudo ser reconstruida, acabada la contienda, por Pedro Llopis Torrent con las mismas piedras que yacían amontonadas incorporando únicamente como elemento nuevo, el brazo superior por haber quedado seriamente dañado.

- Fuente de arriba (1925).Construido en 1893 a iniciativa del entonces alcalde D. Bautista Pastor Sirera, no fue hasta 1925, cuando el alcalde D. José Mengual Garcés decidió cubrirlo para precaver las inclemencias meteorológicas.

- Fuente de abajo (1904).Se construyó en 1904 siendo alcalde D. Celestino Llopis Llopis. Destacan en ella los trabajos de sillería, realizados por el picapedrero de esta población Lorenzo Torrens Reig en la que a imitación del estilo gótico radican los caños del agua, y en la que se halla esculpida la fecha de construcción.

## Fiestas

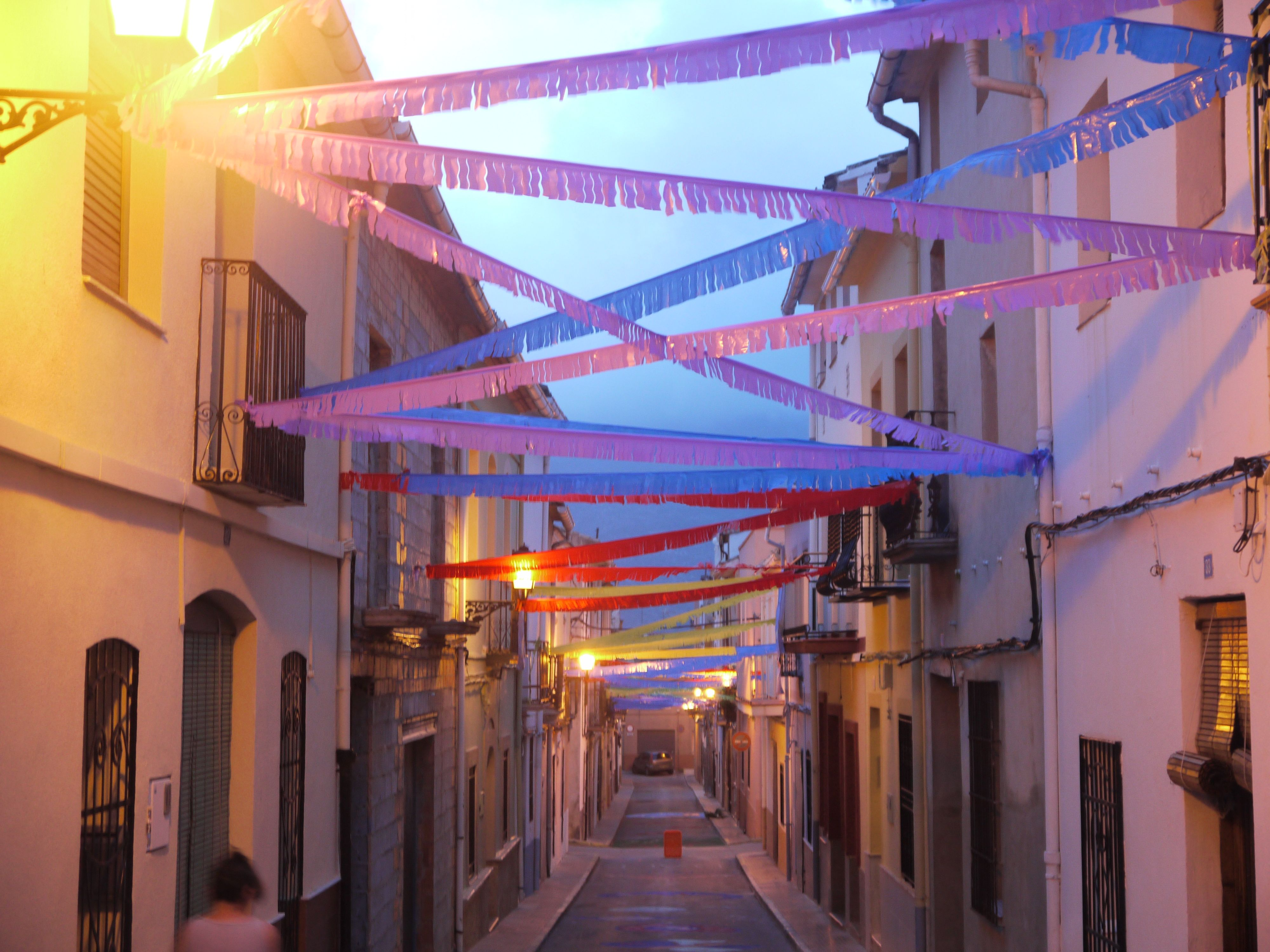
Calle de Orba en fiestas

- Virgen de los Desamparados (Fiestas Patronales). Se celebra el segundo fin de semana de mayo con desfile de carrozas, castillo de fuegos artificiales, mascletá, verbenas, partida de pelota valenciana, etc.

- Santo Cristo de Orbeta. Se celebra el segundo fin de semana de julio con verbenas, almuerzos y cenas popular, la barra de los quintos, castillo de fuegos artificiales, etc.

- Fiestas Populares. Se celebra del último viernes de julio hasta el primer sábado de agosto, con competiciones, toros, verbenas, día de las paellas, etc.

## Deportes
- Poliderportivo Municipal "LA MARJAL": Ubicado en las afuera de la villa, en la carretera de circunvalación o avenida de la Constitución. Dispone de vestuarios y amplio espacio verde con arboleda y barbacoa:

- Club de Pilota Valenciana de Orba

- Club de Fútbol Sala i voleibol

- Club de Fútbol Orba

## Galería de imágenes

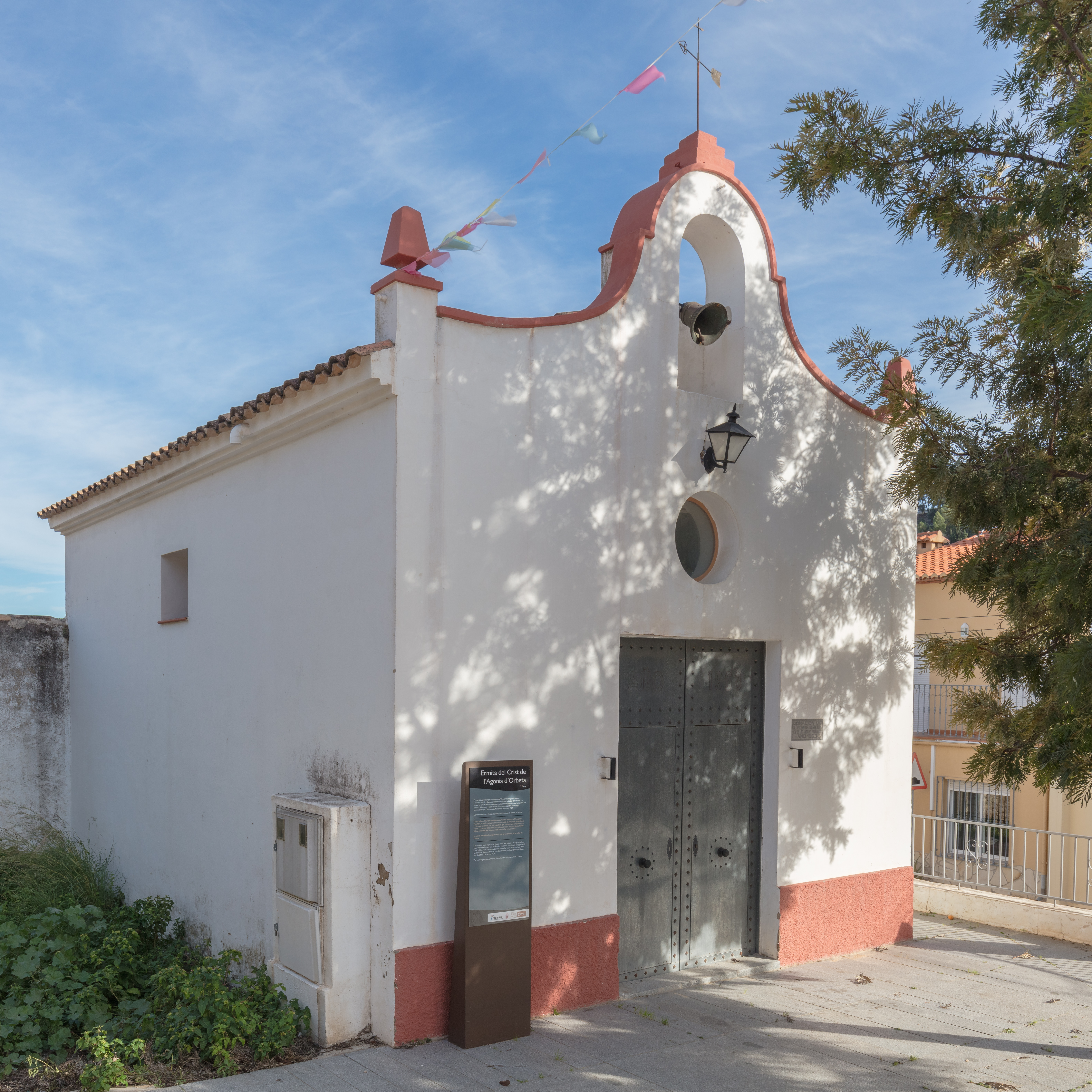
Ermita del Cristo de la Agonía, Orbeta (Orba).
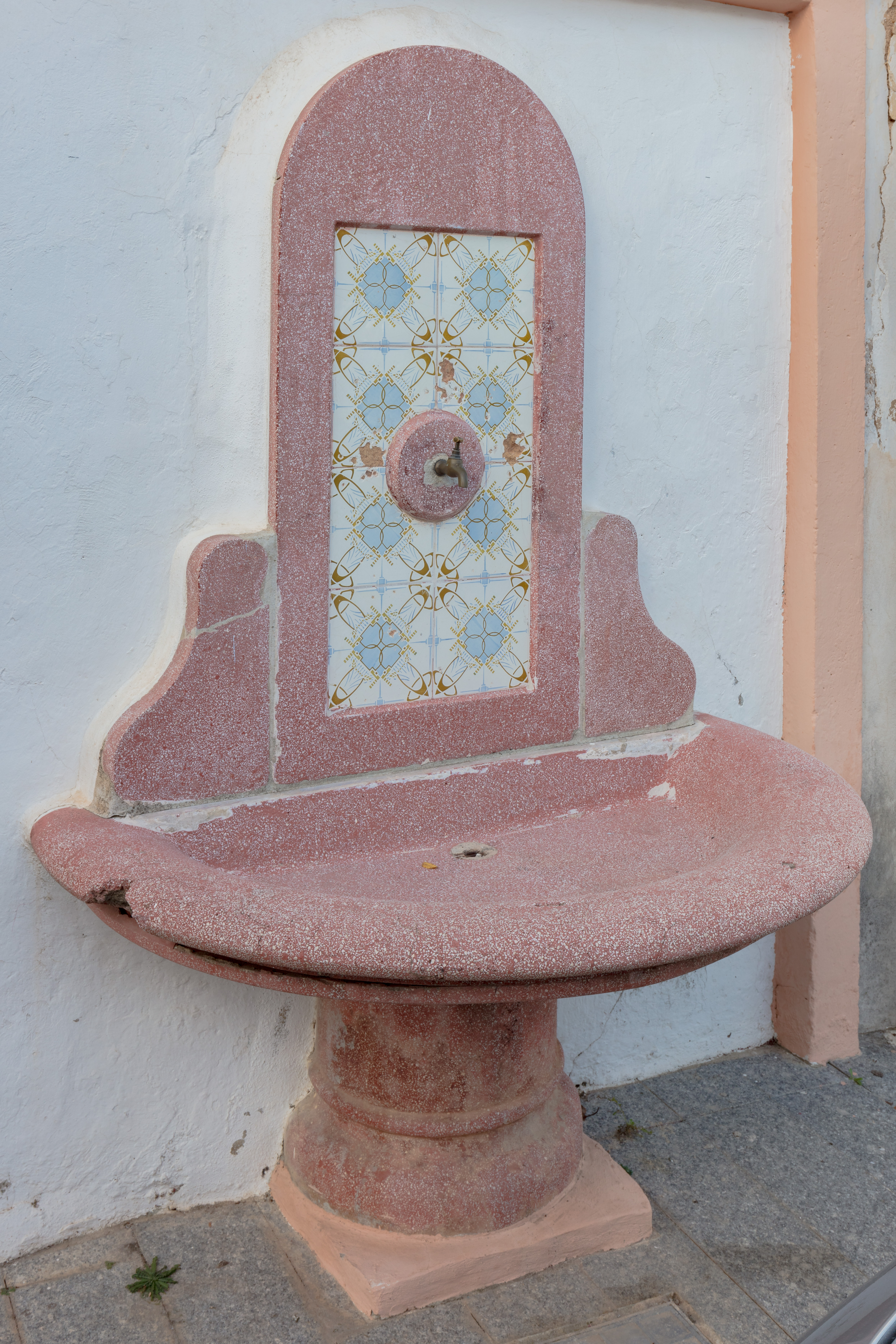
Antigua fuente con cerámica.
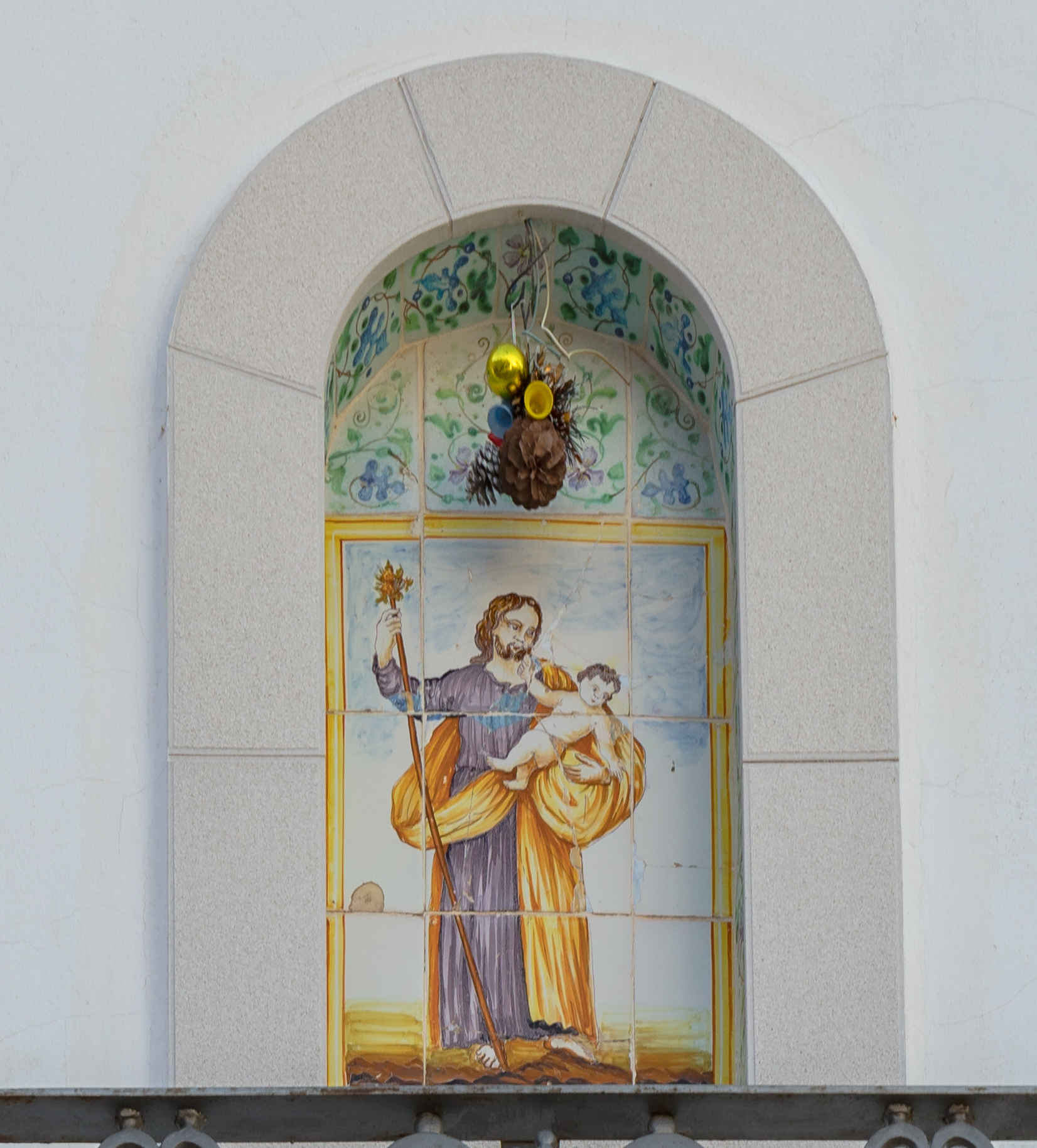
Retablo cerámico de San José, Orba.
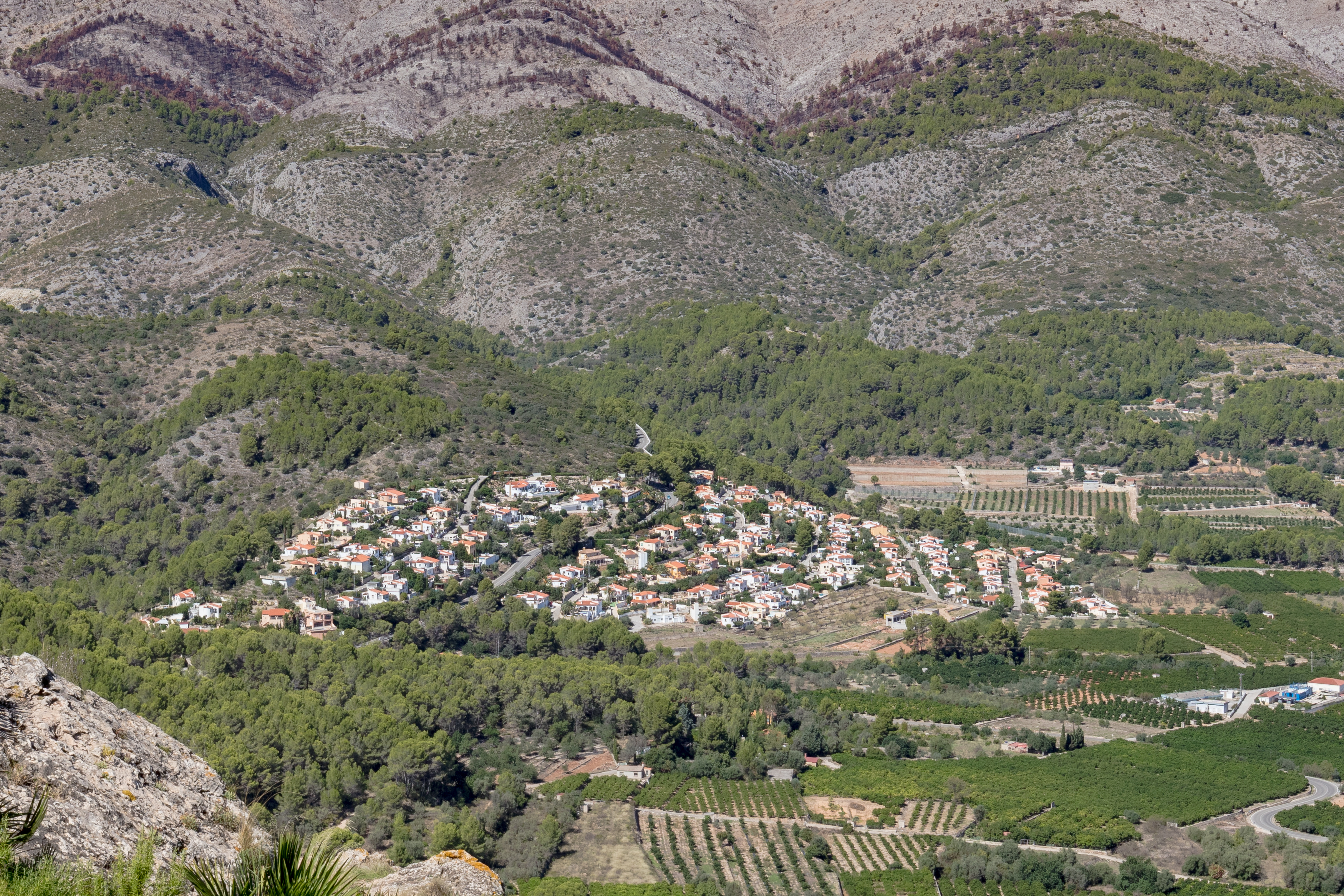
Urbanización La Plana.
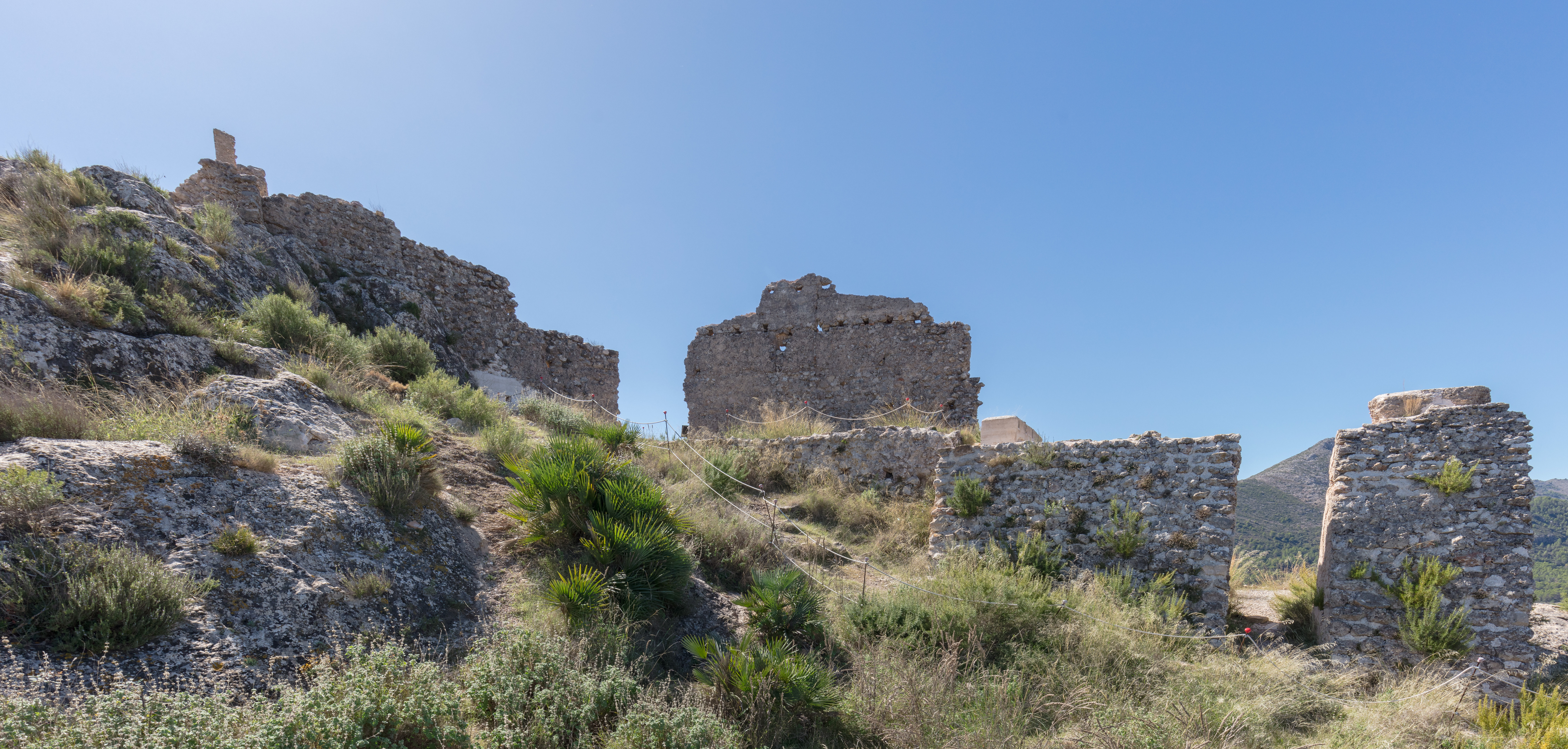
El Castellet.
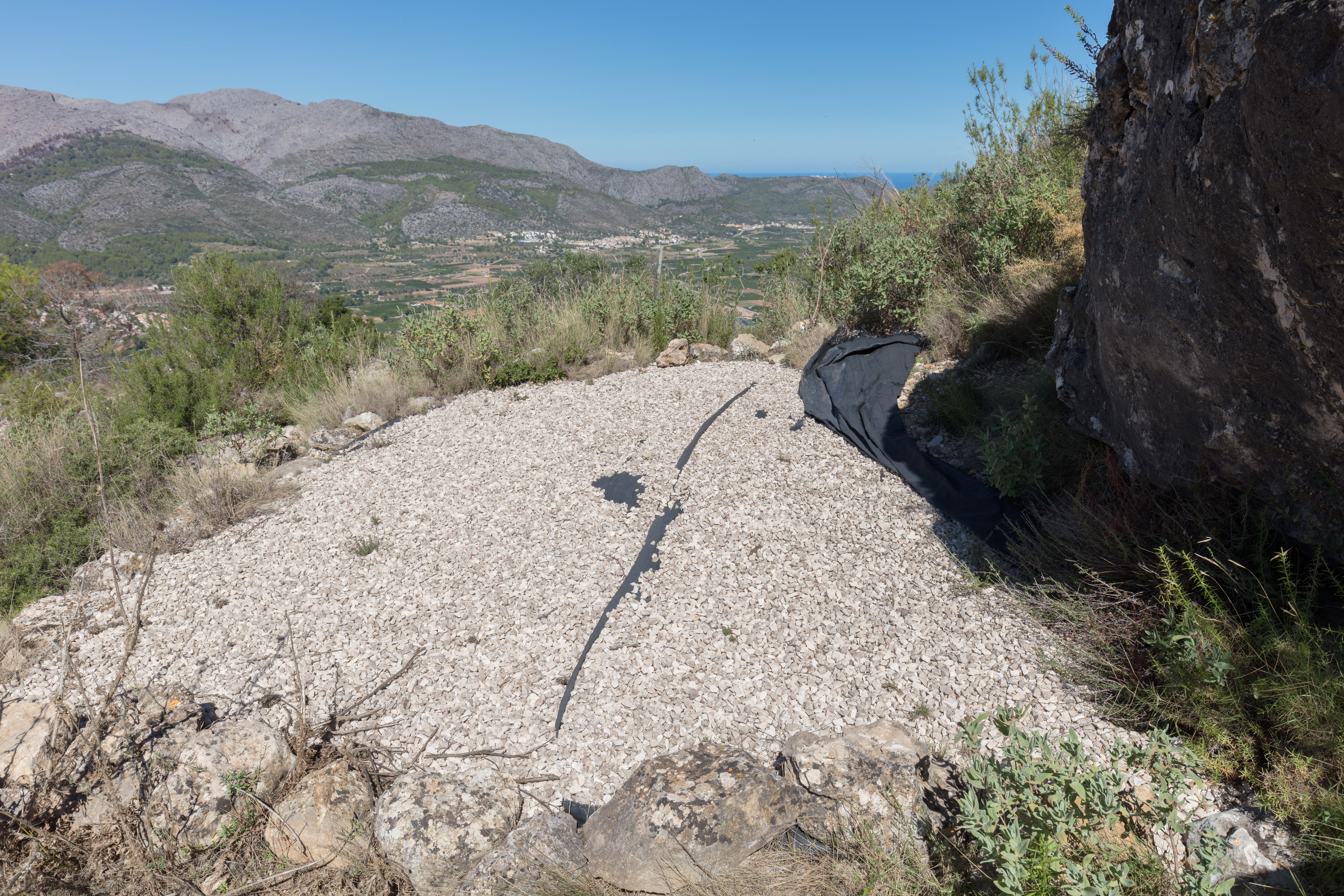
Sitio arqueológico del Castellet.